# ライマー
ライマー（英：Limer）は、イギリスのイングランド原産のセントハウンド犬種のひとつである。別名はリマー（英：Lymer）、リモー（英：Lemor）、リーマー（英：Lymmar）、リミエ（英：Limier）、リーシュ・ハウンド（英：Leash Hound）など。
かつては著名な犬種だったらしく、オックスフォード英英辞典にも本種に関する記述が存在するといわれている。

## 歴史
その生い立ちや生まれた年代などについては詳しくわかっていない。14世紀にはすでに犬種として存在していて、イングランドの詩人チョーサーが本種のことをリマー（Lymer）と呼び、その詩を作っている。作出に用いられた犬種に関しても諸説あり、セントハウンドとイングリッシュ・グレイハウンドを掛け合わせて作ったという説、ハーリアにグレイハウンド・タイプの交配種（ラーチャーあるいはロングドッグ）を掛け合わせたという説などが存在する。
「ライマー」という名がつけられた由来についても、3つの異説が存在する。
1. シカやイノシシといった力の強い大型哺乳類を狩る猟犬としては体重が軽い種であったためライター（Lightter：軽い者）と呼ばれていて、それが転化したという説。
2. 地上に残された獲物のにおいを線上（ライン：line）をたどっているかのように正確に追跡するためにつけられたという説。
3. リードにつないで狩猟に用いていたため、その犬をつなぐリード（Lyme）にちなんでつけられたという説。

ちなみに、リミエという別名はフランス語での呼称で、「偵察」を意味している。リミエという別名がついた経緯についても、ライマーから転化したという説と、フランスで独自にこの呼称が成り立ったという説の2説がある。
主にシカやイノシシといった大型の動物を狩るのに用いられた。単独あるいは小規模なパックで狩りを行う。主人にリードでつながれて獲物のにおいを追跡し、発見するとリードから放たれ、吠えたり噛み留めを行って獲物を動けなくする。獲物を仕留めることはせず、主人が猟銃を至近距離から撃って仕留め、狩猟が完了する。
一時は世界的に著名な犬種にもなるが、後に大型獣の狩りがキツネ狩りに取って代わられるようになると需要がなくなり、頭数が減少し絶滅した。1790年にトマス・ビューイックという人物が記した著書の中で本種のことを「未知の犬種」として紹介していて、別の人物が1829年に記した著書には当時すでに絶滅して久しかったことを書き残している。

## 特徴
筋肉質で引き締まった体つきをしていて、骨量が少なく、脚が通常のセントハウンド犬種に比べて長い。軽量なため走るのが速いが、大きく太いマズルを持っていて、あごの力は強靭である。耳は垂れ耳、尾は垂れ尾。コートはショートコートで、毛色は特に制限はない。体高・体重もよくわかっていないが、少なくともブラッドハウンドよりサイズが小さく、かなり軽量であったといわれている（ちなみにブラッドハウンドの体高は58〜69cm、体重は36〜50kgの大型犬である）。性格は主人に忠実で従順だが、頑固で独立心・狩猟本能が旺盛な猟犬気質も持ち合わせている。粘り強く、どこまでも獲物のにおいを追い続けることができる。スタミナが非常に多く、運動量は莫大であった。